# Nikolaj Semënovič Patoličev
Nikolaj Semënovič Patoličev (in russo Николай Семёнович Патоличев?; Zolino, 23 settembre 1908, 10 settembre del calendario giuliano – Mosca, 1º dicembre 1989) è stato un politico sovietico.

## Biografia
Nato nel Governatorato di Vladimir, studiò e lavorò dal 1925 al 1928 presso la scuola di fabbrica dello stabilimento Sverdlov di Rastjapino. Iscrittosi al Partito Comunista di tutta l'Unione (bolscevico), fu attivo nel Komsomol e completò gli studi presso l'Istituto tecnologico di Mosca (1931-1932) e l'Accademia militare per la difesa chimica dell'Armata Rossa (1932-1937). Ebbe poi vari ruoli dirigenziali nel partito e nel 1941 divenne membro del Comitato Centrale, di cui avrebbe ininterrottamente fatto parte fino al 1986. Tra il 1946 e il 1947 fu membro dell'Orgburo e della Segreteria, mentre dal 1950 al 1958 ricoprì la carica di Primo segretario del Partito Comunista della Bielorussia e dal 1952 al 1953 fu candidato membro del Presidium del Comitato centrale. In seguito fu per molti anni (1958-1985) Ministro del commercio estero dell'URSS.

## Onorificenze
Nikolaj Patoličev ha ricevuto dodici onorificenze straniere e le seguenti onorificenze sovietiche: